# SAE J3016
Die Norm SAE J3016 beschreibt die Klassifizierung und Definition von Begriffen für straßengebundene Kraftfahrzeuge mit Systemen zum automatisierten Fahren. Sie wurde von der SAE International (früher: Society of Automotive Engineers) herausgegeben und gilt seit Januar 2014. Die Klassifizierung kennt sechs Stufen und beschreibt deren Mindestanforderungen. Je nach Ausstattung und deren Nutzung in einem Fahrzeug kann dieses zwischen den Stufen wechseln. Sie wird häufig als grundlegende Norm in der Entwicklung automatisierter Fahrzeuge angesehen, aber ist dabei auch nicht unumstritten.

## Begriffe
Die SAE hat in J3016 verschiedene Begriffe definiert:
- Der Fahrmodus (driving mode) bezeichnet den Typ eines Fahrszenario mit charakteristischen dynamischen Fahraufgabenanforderungen (z. B. Schnellstraßenmischung, Hochgeschwindigkeitsfahrt, Niedriggeschwindigkeitsstau, Betrieb auf geschlossenem Campus usw.).
- Die dynamische Fahraufgabe (Dynamic driving task) umfasst betriebsbedingte Aspekte (Lenken, Bremsen, Beschleunigen, Überwachen des Fahrzeugs und der Fahrbahn) und die taktische Vorgehensweise (Reaktion auf Ereignisse, zeitliches Festlegen von Spurwechseln, Wenden, Signalsetzung usw.), nicht jedoch den strategischen Aspekt wie die Bestimmung von Zielen und Wegpunkten.
- Die Anforderung zum Eingreifen ist die Benachrichtigung des menschlichen Fahrers durch das Fahrsystem, die dynamische Fahraufgabe unverzüglich zu übernehmen.

## Klassifizierung nach Automatisierungsstufen (Level)
Die Norm klassifiziert das automatisierte Fahren in sechs Stufen:
| SAE-Stufe                        | Name                                              | Beschreibung | Quer- und Längsführung | Umgebungs- beobachtung | Rückfallebene für dynamische Fahraufgabe | Fahrmodus       |
| -------------------------------- | ------------------------------------------------- | --- | ---------------------- | ---------------------- | ---------------------------------------- | --------------- |
| Fahrer überwacht den Fahrbereich |                                                   | |                        |                        |                                          |                 |
| Stufe 0                          | No Automation (Keine Automation)                  | Der Fahrer übernimmt die dynamische Fahraufgabe, auch wenn unterstützende Systeme (z. B. ABS oder ESP) vorhanden sind. | Fahrer                 | Fahrer                 | keine                                    | keiner          |
| Stufe 1                          | Driver Assistance (Assistenzsysteme)              | Fahrmodus-spezifische Übernahme von Lenkung oder Beschleunigung / Verzögerung durch ein Fahrerassistenzsystem unter Verwendung von Informationen über die Fahrumgebung mit der Erwartung, dass der Fahrer alle verbleibenden Aspekte der dynamischen Fahraufgaben übernimmt.              | Fahrer und System      | Fahrer                 | Fahrer                                   | einige Fahrmodi |
| Stufe 2                          | Partial Automation (Teilautomatisierung)          | Fahrmodus-spezifische Übernahme von Lenkung und Beschleunigung / Verzögerung durch ein oder mehrere Fahrerassistenzsysteme unter Verwendung von Informationen über die Fahrumgebung mit der Erwartung, dass der Fahrer alle verbleibenden Aspekte der dynamischen Fahraufgaben übernimmt. | System                 | Fahrer                 | Fahrer                                   | einige Fahrmodi |
| System überwacht den Fahrbereich |                                                   | |                        |                        |                                          |                 |
| Stufe 3                          | Conditional Automation (Bedingte Automatisierung) | Fahrmodus-spezifische Ausführung aller Aspekte der dynamischen Fahraufgabe durch ein automatisiertes Fahrsystem mit der Erwartung, dass der Fahrer auf Anforderung zum Eingreifen reagiert.                                                                                               | System                 | System                 | Fahrer                                   | einige Fahrmodi |
| Stufe 4                          | High Automation (Hochautomatisierung)             | Fahrmodus-spezifische Ausführung aller Aspekte der dynamischen Fahraufgabe durch ein automatisiertes Fahrsystem ohne die Erwartung, dass der Fahrer auf Anforderung zum Eingreifen reagiert. Ohne menschliche Reaktion steuert das Fahrzeug weiterhin automatisiert.                      | System                 | System                 | System                                   | einige Fahrmodi |
| Stufe 5                          | Full Automation (Vollautomatisierung)             | vollständige Ausführung aller Aspekte der dynamischen Fahraufgabe durch ein automatisiertes Fahrsystem, welches wie ein menschlicher Fahrer alle Fahrbahn- und Umgebungsbedingungen beherrscht                                                                                            | System                 | System                 | System                                   | alle Fahrmodi   |

Die Norm hat dabei die Einteilung der Arbeitsgruppe „Rechtsfolgen zunehmender Fahrzeugautomatisierung“ der Bundesanstalt für Straßenwesen (BASt) übernommen und um das oben aufgeführte Level 5 (fahrerloses Fahren) erweitert.